# Sacher-torta
Sacher-torta, poznata i kao zaherica, poznata vrsta čokoladne torte s marmeladom i čokoladnim preljevom koju je osmislio bečki pekar Franz Sacher za kneza Klemensa Metternicha 1832. godine. Jedan je od simbola Beča i uz bečki odrezak (Wienerschnitzl) najpoznatiji kulinarski specijalitet grada, u čiju se čast 5. prosinca diljem Austrije obilježava kao Nacionalni dan Sacher-torte.
Recepti slični Sacher-torti pojavili su se još u 18. stoljeću, kao, npr., u kuharskoj knjizi Conrada Haggera iz 1718. godine, a slično je i s Gartler–Hickmannovim kuharskim priručnikom iz 1749. godine. 
Godine 1832. Von Metternich je dao naredbu svom glavnom kuharu da napravi posebni desert za svoje važne goste. Međutim, kuhar se razbolio, pa je zadatak pao na njegovog 16-godišnjeg zamjenika Franza Sachera. Sacher je u to vrijeme bio na dvogodišnjoj praksi kod Metternicha. Navodno mu sam knez Metternich naredio da ga ne osramoti te večeri. Iako je Sacherova torta tom prilikom očarala Metternichove goste, za taj se recept vrlo malo čulo nakon toga. 
Sacherov najstariji sin Eduard nastavio je očevu kulinarsku ostavštinu. Kao kraljevski i carski šef kuhinje u slastičarni "Demel", gdje je očev recept doveo do savršenstva, a tortu do prepoznatljivog oblika i ukusa. Torta se najprije prodavala u "Demelu", a kasnije u hotelu "Sacher", koji je Eduard otvorio 1876. godine. Otad do danas torta je bila i ostala jedan od najčuvenijih bečkih specijaliteta. 